# シャオと太助の今夜も守護月天!
『シャオと太助の今夜も守護月天!』（シャオとたすけのこんやもしゅごげってん）は、TBSラジオで放送されたラジオ番組（アニラジ）である。

## 概要
アニメ『まもって守護月天!』・OVA『伝心 まもって守護月天!』の関連番組。1999年12月12日から、2001年9月30日まで放送された。放送回数は全95回。
放送開始当初は、出演者がそれぞれの役になりきって放送していた。特に初回放送では、シャオと太助が会話をする形で登場人物の紹介をしていた。しかし、次第に各キャラクターの雰囲気を残しつつ、声優自身がフリートークをするという内容に変わっていった。

## 放送時間
- 1999年12月 - 2000年3月　日曜25:00 - 25:30
- 2000年4月 -  2000年9月、2001年4月 - 2001年9月　土曜25:30 - 26:00
- 2000年10月 - 2001年3月　土曜26:00 - 26:30

## 出演者
メインパーソナリティ
- 國府田マリ子（シャオリン役）
- 阪口大助（七梨太助役）

ゲスト出演
- 高田由美（ルーアン役） - DJ☆CD Vol.1にも出演
- 置鮎龍太郎（野村たかし役） - DJ☆CD Vol.2にも出演
- 南央美（遠藤乎一郎役） -  DJ☆CD Vol.3にも出演
- 川澄綾子（離珠役） - DJ☆CD Vol.1
- 森川智之（宮内出雲役） - DJ☆CD Vol.2
- 桑島法子（万難地天キリュウ役） -  DJ☆CD Vol.3

## コーナー
番組内では様々なコーナーがあったが、短期間しか放送されなかったものも存在する。ここでは、全体を通して放送されていたコーナーを挙げる。
今週の守護月天情報
作品中に使われるCDやOVAの発売情報を紹介する。
シャオの幸せの輪っか
身の回りで起きている災難や事件、心配事に対し、シャオが守護月天の守りを授ける。國府田の言い間違いから生まれた、謎のヒーロー シャリオンも登場することがある。
太助の俺がご主人様だぁ～
阪口が、リスナーから寄せられた試練に挑戦する。開始当初は筋力トレーニングなどの肉体系試練が多かったが、次第になぞなぞや早口言葉、心理テストのコーナーになっていった。阪口は、後に発売されたDJCDの3巻で「めんどくさくなってやめた」と言っている。
聴いて・守護月天
曲のタイトルに『月』や『ムーン』など、月にまつわる楽曲のリクエストをリスナーから募集していた。
ラジオドラマ「伝心 まもって守護月天！」
放送後、全8巻のドラマCDとして発売。のちに、ドラマCDスペシャルBOX（全2巻）として再発売。

## DJCD
- 伝心 まもって守護月天！ DJ☆CD ～シャオ＆太助のいつでも守護月天♡～ - 発売元：ムービック
  - Vol.1 - 規格品番：MACM-1134　2001年4月28日発売
  - Vol.2 - 規格品番：MACM-1135　2001年6月30日発売
  - Vol.3 - 規格品番：MACM-1136　2001年12月29日発売

| TBSラジオ 日曜25:00枠                                  | TBSラジオ 日曜25:00枠                                    | TBSラジオ 日曜25:00枠                                    |
| 前番組                                                 | 番組名                                                   | 次番組                                                   |
| ------------------------------------------------------ | -------------------------------------------------------- | -------------------------------------------------------- |
| 魔術士オーフェン                                       | シャオ＆太助の今夜も守護月天♡ （1999年12月 - 2000年3月） | LUNA SEA 真矢の 深夜の課外授業                           |
| TBSラジオ 土曜25:30枠                                  |                                                          |                                                          |
| 東京魔人学園                                           | シャオ＆太助の今夜も守護月天♡ （2000年4月 - 9月）        | ラジオ最遊記 ~笑ってSO-ICHIRO~ （木曜24:30から移動）     |
| ラジオ最遊記 ~笑ってSO-ICHIRO~                         | シャオ＆太助の今夜も守護月天♡ （2001年4月 - 9月）        | 魔人学園・龍                                             |
| TBSラジオ 土曜26:00枠                                  |                                                          |                                                          |
| 坂下千里子の ビューティーお先です! （木曜26:00に移動） | シャオ＆太助の今夜も守護月天♡ （2000年10月 - 2001年3月） | 坂下千里子の ビューティーお先です! （木曜26:00から移動） |